# Hervé Roy
Pour les articles homonymes, voir Roy.
Hervé Roy est un auteur-compositeur-interprète et arrangeur français né le 5 décembre 1943 à Herblay et mort le 11 janvier 2009 à Rueil-Malmaison (Hauts-de-Seine).

## Biographie
Après des études d'écriture musicale et des études d'art dramatique, au Conservatoire national supérieur de musique de Paris, il compose dès 1966 des orchestrations pour les enregistrements phonographiques de nombreux chanteurs, parmi lesquels Johnny Hallyday, Gilbert Bécaud, Claude François, Michel Sardou, Jean-Jacques Goldman, Mireille Mathieu, Enrico Macias, Richard Clayderman, Hervé Vilard, Brigitte Bardot, Françoise Hardy ou encore Charles Aznavour. 
Il a été chef d'orchestre de 1994 à 2004, ainsi que compositeur ou arrangeur de musiques de films avec Pierre Bachelet, Richard Anthony, Michel Polnareff et bien d'autres. Il a également contribué quelques années à la production et à l'édition des chansons de Calogero, au sein du groupe Charts et au début de sa carrière solo.
Après avoir dirigé l'orchestre du Concours Eurovision de la chanson à trois reprises, il dirigea celui des Victoires de la musique de 1996 à 1998. Il a composé ou arrangé de nombreuses musiques de film telles que La Folie des grandeurs, Un linceul n'a pas de poches, Emmanuelle, Quelques messieurs trop tranquilles, Hommes, femmes : mode d'emploi, L'Arbalète, Podium, etc.
Hervé Roy obtient un poste à la Spedidam, société qui gère les droits des artistes, jusqu'à son décès le 11 janvier 2009.

## Anecdote
Au cours de l'année 2007, l'une de ses musiques, Lovers' Theme, connaît un regain de popularité car elle est jouée dans la bande-annonce d'un film brésilien porno-scatophile intitulé 2 Girls 1 Cup. À partir de mi-octobre 2007, des sites de partages de vidéos tels que YouTube ou Dailymotion ont alors vu arriver des vidéos titrées 2 Girls 1 Cup dans lesquelles les internautes filmaient les réactions de leurs amis lorsqu'ils regardaient la bande-annonce du film[réf. nécessaire].